# Vitālijs Samoilovs
Vitālijs Samoilovs (né le 17 avril 1962 à Riga en URSS) est un joueur professionnel de hockey sur glace letton,.

## Carrière de joueur
En 1976, il débute dans le championnat d'URSS avec le Dinamo Riga. De 1989 à 1991, il joue au HK Sokol Kiev. En 1993, il met un terme à sa carrière après une saison avec le Latvijas Zelts Riga.

## Carrière internationale
Il a représenté l'URSS à 10 reprises sur une période de deux saisons entre 1986 et 1988. Il a remporté les Jeux olympiques en 1988 et l'argent au championnat du monde 1987 et à la Coupe Canada 1987.